# Церковь Рождества Пресвятой Богородицы (Радушино)
Церковь Рождества Пресвятой Богородицы — приходской православный храм в деревне Радушино городского округа Зарайск Московской области. Относится к Коломенской епархии Русской православной церкви. Построен в 1772 году. Здание церкви является объектом культурного наследия регионального значения и находится под охраной государства.

## История
В селе Радушино в XVII веке была возведена деревянная церковь Рождества Богородицы. В приправочной книге от 1616 года упоминается это строение: «… в селе церковь Рождества Пречистые Богородицы древена клетцки, а в церкви образы и свечи, и книги, и ризы, и колокола…». В 1770 году была разобрана по причине ветхости.
В 1772 году был возведён каменный храм с приделом во имя апостола и евангелиста Иоанна Богослова. В 1870 году здесь при храме было открыто церковноприходское попечительство.
В 1872 году на средства и по инициативе князя А. Д. Волконского была сооружена каменная ограда с шестью башнями и воротами. На церкви была возведена большого размера глава, обитая белым железом. Храму было пожертвовано Евангелие в медно-латунном переплете и украшенное драгоценными камнями. Вместе с каменной оградой А. Д. Волконский установил на выгоне часовню.
В состав прихода входили деревни: Машоново, Широкобоково, Титово, Пенкино. В мае и июне верующие проводили крестные ходы по полям. По архивным документам от 1884 года в церкви находились два холщевых антиминса, из которых один в 1690 году освящен митрополитом Рязанским Аврамие, а другой — в 1760 году епископом Коломенским Феодосием. Церковно-приходская школа работала при храме с 1888 года.
Богослужения в церкви прекратились в 1938 году. Саму церковь пытались разрушить, но прихожане встали на защиту реликвии. Храм был опечатан, иконы и утварь долгое время находились нетронутыми. В 1950-е годы имущество всё же стали растаскивать, а само здание было превращено в скотный сарай.
В 1998 году храм был возвращён верующим. В 2004 году начались ремонтно-восстановительные работы, которые в настоящее время полностью завершены. Благоустроена территория вокруг храма. Своды и стены церкви покрывают новые росписи, обустроен и установлен новый иконостас.

## Архитектура
Здание церкви выстроено в стиле барокко и отличается особой кладкой, называемой «русская крестовая». Трехъярусная колокольня относится к стилю ампир. Памятник в своих конструкциях и композиции, а также характере внутреннего пространства полностью сочетается с архитектурой XVIII века.
В храме главный и придельный алтари размещены необычно, в общем прямоугольном объеме четверик храма вытянут вдоль поперечной оси. Бесстолпный увенчан световым барабаном, который установлен на высоком сомкнутом своде. Притвор связывает основное здание с колокольней в три яруса, завершается острием шпиля.
У колокольни два четверика и восьмерик с приподнятой криволинейной кровлей.

## Святые
В 1903 году священник Петр Успенский был возведён в сан протоиерея и стал настоятелем храма Рождества Пресвятой Богородицы в селе Радушино. В 1914 году назначен благочинным.
Преследовался советскими властями. В декабре 1929 года арестован и заключён в коломенскую тюрьму. В январе 1930 года тяжело заболел и умер в городской больнице 23 января 1930 года, погребён в безвестной могиле. Ныне Русской православной церковью прославлен в лике новомучеников Российских.